# Сахалинка (деревня)
Сахалинка — деревня в Первомайском районе Томской области. Входит в состав Сергеевского сельского поселения.

## История
Основана в 1905 г. В 1926 году состояла из 95 хозяйств, основное население — русские. В составе Сергеевского сельсовета Зачулымского района Томского округа Сибирского края.

## Население
| 1926 | 2002 | 2010 | 2012 | 2013 | 2014 | 2015 |
| ---- | ---- | ---- | ---- | ---- | ---- | ---- |
| 477  | ↘219 | ↘160 | ↘149 | ↘145 | ↗151 | ↘136 |
| 2021 |      |      |      |      |      |      |
| ↘88  |      |      |      |      |      |      |